# Хана Машкова
Хана Машкова (чеш. Hana Mašková; Праг, 26. септембар 1949 — Вувре, 31. јануар 1972) била је чехословачка клизачица у уметничком клизању.

## Биографија
Њена мајка радила је као кувар док је њен отац био конобар. Мала Хана није волела да иде у вртић и зато је своје најраније дане проводила на леду, у Štvanice stadium. Познати ондашњи тренер Karel Glogar убрзо открива таленат у малој девојчици, и убрзо постаје њен тренер да би га убрзо потом заменио Jaroslav Sadílek и на крају године 1963. Мила Новакова наставља њену обуку.
Ханина каријера започиње када одлази на Европско првенство у Будимпешту 1963, а одмах следеће године учествује на Светском првенству у Дортмунду. Као петнаестогодишња девојчица представља Чехословачку на олимпијским играма у Инзбруку и тамо завршава на 15 месту. 
Ређала је успехе али по тешком ритму живота. Сваког јутра будила се у 4 ујутро. Морала је бити одлична у школи, да научи да свира клавир, посећује курс немачког језика и да тренира клизање сваког јутра. Срећом то јој је успевало и она убрзо постаје веома успешна клизачица.
Године 1967 она заузима друго место на европском првенству у Љубљани. Годину дана касније Хана осваја злато у Вестерос у Шведској. У Греноблу, где су се одржале олимпијске игре 1968. године, она је спадала у фаворите. Њен највећи ривал биле су Пеги Флеминг из САД и Габријела Сајферт из Запдне Немачке. Такмичење бива изузетно напето и на крају Хана Машкова добија бронзану медаљу и тиме постаје једина жена која је освојила олимпијску медаљу у уметничкм клизању за тадашњу државу Чехословачку. 
Убрзо Ája Vrzáňová позива је да пређе у професионалне воде, али Хана Машкова одлучује да остане још једну годину да би се борила на Европском првеснтву на којем осваја сребрну медаљу. 
Године 1969. она напушта аматерско клизање и прелази у професионалце учествујући у представама на леду као што „Holiday on Ice“. Али и то убрзо напушта због психичких проблема. На Светском шампионату у Колораду она напуишта такмичење и баца клизаљке у језеро.
Троје људи су утицли на њен живот. Прва особа је била њена мајка. Хана је била једино дете и мајка јој је била сувише заштитнички окренута. Често би имала навуику да проверава шта Хана ради. Друга особа била је њен тренер Мила Новакова. Она је била и мајка и пријатељ у једном. Она је и била једини сведок, која се налазила крај Колорадо језера и лично видела како Хана баца клизаљке у воду. Трећа особа била је њен дечко, Jiří Štaidl. Она га упознаје 1968. године на концерту Карела Гота. 
Хана је волела брзу вожњу што се на крају испоставило фатално по њу. 31. марта, 1972. дешава се јак судар у Vouvray у Француској и она на месту остаје мртва. Њен гроб се налази у Vyšehrad и декорисан је женским торзом направљеним од стране Jan Štursa.
Хану су звали и „скакући феномен“ (jumping phenomenon), а остаје у клизачком свету позната као једна од најелегантнијих и најженственијих клизачица икада.

### Достигнућа
| Година | Такмичење          | Место                                 | Место |
| 1964.  | Олимпијске игре    | Инзбрук (Аустрија)                    | 15    |
| 1967.  | Европско првенство | Љубљана (СФР Југославија)             | 2     |
| 1967.  | Светско првенство  | Беч (Аустрија)                        | 3     |
| 1968.  | Европско првенство | Вестерос (Шведска)                    | 1     |
| 1968.  | Олимпијске игре    | Гренобл (Француска)                   | 3     |
| 1968.  | Светско првенство  | Женева (Швајцарска)                   | 3     |
| 1969.  | Европско првенство | Гармиш-Партенкирхен (Западна Немачка) | 2     |